# Zeitschrift für das gesamte Lebensmittelrecht
Die Zeitschrift für das gesamte Lebensmittelrecht (ZLR) ist eine deutschsprachige lebensmittelrechtliche Fachzeitschrift, die sich dem deutschen und europäischen Lebensmittelrecht widmet. Zielgruppe sind Richter, Staatsanwälte, Rechtsanwälte und Berater in Gebieten der Lebensmittelwirtschaft und Lebensmittelüberwachung.

## Inhalt
Die ZLR veröffentlicht rechtswissenschaftliche Abhandlungen und informiert außerdem über den Stand der Gesetzgebung sowie über Entwicklungen in der Lebensmittelwirtschaft und der Ernährungswissenschaft.

## Erscheinungsweise / Herausgeber
Die ZLR erscheint seit 2004 zweimonatlich. Verantwortlich für den Inhalt ist Rechtsanwalt Carl von Jagow.
Herausgegeben wird die ZLR in Zusammenarbeit mit Dieter Eckert, Dietrich Gorny, Matthias Horst, Friedhelm Hufen, Hans-Jörg Koch, Stefan Leible, Susanne Langguth, Wolfgang Loschelder, Thomas Mettke, Kurt-Dietrich Rathke, Olaf Sosnitza, Rudolf Streinz und Michael Winter.
Die ZLR wird von der Deutschen Fachverlag GmbH mit Sitz in Frankfurt am Main verlegt.